# Stygobromus lucifugus
Stygobromus lucifugus foi uma espécie de crustáceo da família Crangonyctidae. Foi endémica dos Estados Unidos da América.